# Lloyd Koch
Lloyd Bowen Koch (ur. 17 czerwca 1931 w Pietermaritzburgu, zm. 16 kwietnia 2013 w West Byfleet) – rodezyjski oraz południowoafrykański hokeista na trawie i krykiecista, olimpijczyk.

## Kariera
Podczas kariery hokeisty reprezentował Związek Południowej Afryki, Natal i Rodezję. Uczestnik Letnich Igrzysk Olimpijskich 1964, na których grał dla Rodezji Południowej (późniejszego Zimbabwe) w zawodach hokeja na trawie. Zagrał we wszystkich sześciu spotkaniach fazy grupowej. Były to kolejno mecze przeciwko reprezentacjom: Kenii (0–0), Australii (0–3), Wielkiej Brytanii (1–4), Pakistanu (0–6), Japonii (1–2) i Nowej Zelandii (2–1). W spotkaniach z Australią i Wielką Brytanią zagrał jako prawoskrzydłowy. W pozostałych meczach grał jako środkowy napastnik, w tym m.in. przeciwko Nowej Zelandii, podczas którego zdobył swojego jedynego gola w turnieju. Drużyna Rodezji zajęła 6. miejsce w grupie, a w końcowym zestawieniu 11. pozycję ex aequo z Belgią (na 15 startujących reprezentacji). Koch pełnił funkcję chorążego reprezentacji Rodezji Południowej podczas ceremonii otwarcia igrzysk.
Uprawiał także krykiet, w latach 1948–1960 rozegrał 46 spotkań reprezentacyjnych w odmianie first-class cricket. Do 1955 roku wystąpił w 27 spotkaniach reprezentacji Wolnego Państwa Orania. Następnie w latach 1955–1958 zagrał 13 meczów dla Natalu, a w latach 1958–1960 6 spotkań dla Rodezji. 
W 1958 roku był nominowany do tytułu Najlepszego Sportowca Rodezji.